# Maurice Féron (1857-1937)
Ne doit pas être confondu avec Maurice Féron.
Pour les articles homonymes, voir Féron (homonymie).
Antoine Louis Maurice Féron est un avocat français, né le 4 avril 1857 à Clermont-Ferrand et mort le 11 juillet 1937 à Clermont-Ferrand.

## Biographie
Fils de Louis Alfred Féron (1823-1883), substitut du procureur impérial près le tribunal civil de Clermont-Ferrand, puis vice-président dudit tribunal et chevalier de la Légion d'Honneur, et de Gilberte Louise Amélie Lizet, Antoine Louis Maurice Féron nait le 4 avril 1857 au domicile de ses père et mère à Clermont-Ferrand, canton nord, 1 rue Tour de la Monnaie. Sa naissance sera déclarée le surlendemain, en présence de son grand-oncle, monseigneur Louis Charles Féron, évêque de Clermont-Ferrand.
Il épouse, en premières noces, le 7 juin 1881, à Randan, Jeanne Françoise Gabrielle Sophie Martin (1860-1885), fille de Jean Félix Ernest Martin et de Geneviève Martine Mathilde de Laire.
Il épouse, en secondes noces, le 20 mai 1889, à Saint-Martin-des-Plains, Jeanne Émilie de Billoër (1864-...), fille de Louis Maurice François de Billoër et de Marie Jeanne Michelle Chassaing, avec laquelle il aura deux enfants :
- Constance Marie Félicie Paule (1890-1969), qui épousera, le 15 septembre 1922, Marie Raoul Chavanis[5],
- Émile Sosthène Robert (1891-1921)[6],[7].

Il décède le 11 juillet 1937, en son domicile situé à Clermont-Ferrand, 11 rue de la Treille.

## Carrière juridique
Il est élu membre du conseil de l'ordre des avocats du barreau de Clermont-Ferrand :
- le 22 novembre 1889 et délégué au bureau de l'assistance judiciaire[9],
- le 27 novembre 1896 et désigné pour en remplir les fonctions de secrétaire[10],
- le 12 novembre 1897 et reconduit dans ses fonctions de trésorier[11],
- le 14 novembre 1900 et délégué au bureau de l'assistance judiciaire[12],
- le 16 novembre 1901 et délégué au bureau de l'assistance judiciaire[13],
- le 13 novembre 1906[14].

Le 15 novembre 1898, il est élu bâtonnier de l'ordre, faisant suite à Joseph Vignancour. Il sera réélu, à la suite de l'élection du 28 novembre 1899.

## Engagement et adhésion
Il adhère, en 1880, avec, pour le tribunal de Clermont-Ferrand, Félix Chaudessolle, bâtonnier, Victor Astaix, ancien bâtonnier, Gabriel Lébraly, membre du conseil général et ancien député, Antoine-Maurice Eymard, ancien député, E. Cohadon, Charles Lucien Lecoq, Bastide, E. Bellier, Henri Petitjean Roget, A. Pourcher, J. Bayle, A. Marchebœuf, Madud-Dulac et E. Tixier, à la consultation d'Edmond Rousse, avocat à la cour d'appel de Paris, sur la légalité des décrets du 29 mars 1880 portant notamment expulsion des jésuites du territoire français et soumettant l'existence de certaines congrégations à autorisation.
En 1883, il adhère à la section auvergnate du club alpin français.
En janvier 1899, il adhère à la toute jeune Ligue de la patrie française, fondée en réaction à la Ligue des droits de l'homme qui milite pour la reconnaissance de l'innocence d'Alfred Dreyfus.

## Publications
- Mirages et déceptions, recueil de poésies (1887)[20],
- Vieilles Amours, poème extrait de Mirages et déceptions (1890)[21],
- Intus, poème extrait de Mirages et déceptions(1891)[22],
- brochure relative aux inconvénients de l'assistance judiciaire découlant des dispositions de l'article 22 de la loi du 9 avril 1898 (1904)[23].